# Liste der Nummer-eins-R&B-Alben in den USA (2018)
Dies ist eine Liste der Nummer-eins-Alben in den von Billboard ermittelten Verkaufscharts für R&B/Hip-Hop-, R&B- sowie Rap-Alben in den USA im Jahr 2018.

## R&B-Alben (Top 25)
| ← 2017 ← | Liste der Nummer-eins-R&B-Alben in den USA | Liste der Nummer-eins-R&B-Alben in den USA | Liste der Nummer-eins-R&B-Alben in den USA | 2019 →                    |
| \| Zeitraum \| Wo. ges. \| Interpret \| Titel \| Zusätzliche Informationen \| \| (Zeitraum, Wochen auf Platz eins, Interpret, Titel, zusätzliche Informationen) \| \| \| \| \| \| ------------------------------------------------------------------------------ \| -------- \| --------------- \| ------------------------------- \| ------------------------- \| \| 30. Dezember 2017 – 5. Januar 2018 1 Woche (insgesamt 2) \| 2 \| Chris Brown \| Heartbreak on a Full Moon[1] \| – \| \| 6. Januar 2018 – 19. Januar 2018 2 Wochen (insgesamt 11) \| 11 \| Khalid \| American Teen[2] \| – \| \| 20. Januar 2018 – 23. März 2018 9 Wochen (insgesamt 28) \| 28 \| Bruno Mars \| 24K Magic[3] \| – \| \| 24. März 2018 – 30. März 2018 1 Woche (insgesamt 1) \| 1 \| Tory Lanez \| Memories Don’t Die[4] \| – \| \| 31. März 2018 – 6. April 2018 1 Woche (insgesamt 12) \| 12 \| Khalid \| American Teen \| – \| \| 7. April 2018 – 13. April 2018 1 Woche (insgesamt 29) \| 29 \| Bruno Mars \| 24K Magic \| – \| \| 14. April 2018 – 11. Mai 2018 4 Wochen (insgesamt 4) \| 4 \| The Weeknd \| My Dear Melancholy[5] \| – \| \| 12. Mai 2018 – 18. Mai 2018 1 Woche (insgesamt 1) \| 1 \| Janelle Monáe \| Dirty Computer[6] \| – \| \| 19. Mai 2018 – 25. Mai 2018 1 Woche (insgesamt 1) \| 1 \| Leon Bridges \| Good Thing[7] \| – \| \| 26. Mai 2018 – 1. Juni 2018 1 Woche (insgesamt 5) \| 5 \| The Weeknd \| My Dear Melancholy \| – \| \| 2. Juni 2018 – 29. Juni 2018 4 Wochen (insgesamt 16) \| 16 \| Khalid \| American Teen \| – \| \| 30. Juni 2018 – 17. August 2018 7 Wochen (insgesamt 7) \| 7 \| XXXTentacion \| 17[8] \| – \| \| 18. August 2018 – 24. August 2018 1 Woche (insgesamt 1) \| 1 \| H.E.R. \| I Used to Know Her: The Prelude \| – \| \| 25. August 2018 – 7. September 2018 2 Wochen (insgesamt 2) \| 2 \| Aretha Franklin \| 30 Greatest Hits[9] \| – \| \| 8. September 2018 – 28. September 2018 3 Wochen (insgesamt 7) \| 7 \| XXXTentacion \| 17 \| – \| \| 29. August 2018 – 5. Oktober 2018 5 Wochen (insgesamt 1) \| 1 \| 6lack \| East Atlanta Love Letter[10] \| – \| \| 6. Oktober 2018 – 12. Oktober 2018 1 Woche (insgesamt 1) \| 1 \| Prince \| Piano & A Microphone 1983[11] \| – \| \| 13. Oktober 2018 – 19. Oktober 2018 1 Woche (insgesamt 2) \| 2 \| 6lack \| East Atlanta Love Letter \| – \| \| 20. Oktober 2018 – 26. Oktober 2018 1 Woche (insgesamt 8) \| 8 \| XXXTentacion \| 17 \| – \| \| 27. Oktober 2018 – 2. November 2018 1 Woche (insgesamt 1) \| 1 \| Ella Mai \| Ella Mai[12] \| – \| \| 3. November 2018 – 9. November 2018 1 Woche (insgesamt 1) \| 1 \| Khalid \| Suncity \| – \| \| 10. November 2018 – 16. November 2018 1 Woche (insgesamt 1) \| 1 \| Joji \| Ballads 1[13] \| – \| \| 17. November 2018 – 30. November 2018 2 Wochen (insgesamt 3) \| 3 \| Ella Mai \| Ella Mai \| – \| \| 1. Dezember 2018 – 7. Dezember 2018 1 Woche (insgesamt 1) \| 1 \| Mariah Carey \| Caution[14] \| – \| \| 8. Dezember 2018 – 28. Dezember 2018 3 Wochen (insgesamt 3) \| 3 \| Mariah Carey \| Merry Christmas[15] \| – \| |                                            |                                            |                                            |                           |
| ← 2017 |                                            |                                            |                                            | → 2019 →                  |
| Zeitraum | Wo. ges.                                   | Interpret                                  | Titel                                      | Zusätzliche Informationen |
| (Zeitraum, Wochen auf Platz eins, Interpret, Titel, zusätzliche Informationen) |                                            |                                            |                                            |                           |
| 30. Dezember 2017 – 5. Januar 2018 1 Woche (insgesamt 2) | 2                                          | Chris Brown                                | Heartbreak on a Full Moon                  | –                         |
| 6. Januar 2018 – 19. Januar 2018 2 Wochen (insgesamt 11) | 11                                         | Khalid                                     | American Teen                              | –                         |
| 20. Januar 2018 – 23. März 2018 9 Wochen (insgesamt 28) | 28                                         | Bruno Mars                                 | 24K Magic                                  | –                         |
| 24. März 2018 – 30. März 2018 1 Woche (insgesamt 1) | 1                                          | Tory Lanez                                 | Memories Don’t Die                         | –                         |
| 31. März 2018 – 6. April 2018 1 Woche (insgesamt 12) | 12                                         | Khalid                                     | American Teen                              | –                         |
| 7. April 2018 – 13. April 2018 1 Woche (insgesamt 29) | 29                                         | Bruno Mars                                 | 24K Magic                                  | –                         |
| 14. April 2018 – 11. Mai 2018 4 Wochen (insgesamt 4) | 4                                          | The Weeknd                                 | My Dear Melancholy                         | –                         |
| 12. Mai 2018 – 18. Mai 2018 1 Woche (insgesamt 1) | 1                                          | Janelle Monáe                              | Dirty Computer                             | –                         |
| 19. Mai 2018 – 25. Mai 2018 1 Woche (insgesamt 1) | 1                                          | Leon Bridges                               | Good Thing                                 | –                         |
| 26. Mai 2018 – 1. Juni 2018 1 Woche (insgesamt 5) | 5                                          | The Weeknd                                 | My Dear Melancholy                         | –                         |
| 2. Juni 2018 – 29. Juni 2018 4 Wochen (insgesamt 16) | 16                                         | Khalid                                     | American Teen                              | –                         |
| 30. Juni 2018 – 17. August 2018 7 Wochen (insgesamt 7) | 7                                          | XXXTentacion                               | 17                                         | –                         |
| 18. August 2018 – 24. August 2018 1 Woche (insgesamt 1) | 1                                          | H.E.R.                                     | I Used to Know Her: The Prelude            | –                         |
| 25. August 2018 – 7. September 2018 2 Wochen (insgesamt 2) | 2                                          | Aretha Franklin                            | 30 Greatest Hits                           | –                         |
| 8. September 2018 – 28. September 2018 3 Wochen (insgesamt 7) | 7                                          | XXXTentacion                               | 17                                         | –                         |
| 29. August 2018 – 5. Oktober 2018 5 Wochen (insgesamt 1) | 1                                          | 6lack                                      | East Atlanta Love Letter                   | –                         |
| 6. Oktober 2018 – 12. Oktober 2018 1 Woche (insgesamt 1) | 1                                          | Prince                                     | Piano & A Microphone 1983                  | –                         |
| 13. Oktober 2018 – 19. Oktober 2018 1 Woche (insgesamt 2) | 2                                          | 6lack                                      | East Atlanta Love Letter                   | –                         |
| 20. Oktober 2018 – 26. Oktober 2018 1 Woche (insgesamt 8) | 8                                          | XXXTentacion                               | 17                                         | –                         |
| 27. Oktober 2018 – 2. November 2018 1 Woche (insgesamt 1) | 1                                          | Ella Mai                                   | Ella Mai                                   | –                         |
| 3. November 2018 – 9. November 2018 1 Woche (insgesamt 1) | 1                                          | Khalid                                     | Suncity                                    | –                         |
| 10. November 2018 – 16. November 2018 1 Woche (insgesamt 1) | 1                                          | Joji                                       | Ballads 1                                  | –                         |
| 17. November 2018 – 30. November 2018 2 Wochen (insgesamt 3) | 3                                          | Ella Mai                                   | Ella Mai                                   | –                         |
| 1. Dezember 2018 – 7. Dezember 2018 1 Woche (insgesamt 1) | 1                                          | Mariah Carey                               | Caution                                    | –                         |
| 8. Dezember 2018 – 28. Dezember 2018 3 Wochen (insgesamt 3) | 3                                          | Mariah Carey                               | Merry Christmas                            | –                         |

## Rap-Alben (Top 25)
| ← 2017 ← | Liste der Nummer-eins-R&B-Alben in den USA | Liste der Nummer-eins-R&B-Alben in den USA | Liste der Nummer-eins-R&B-Alben in den USA | 2019 →                    |
| \| Zeitraum \| Wo. ges. \| Interpret \| Titel \| Zusätzliche Informationen \| \| (Zeitraum, Wochen auf Platz eins, Interpret, Titel, zusätzliche Informationen) \| \| \| \| \| \| ------------------------------------------------------------------------------ \| -------- \| ---------------------------------- \| --------------------------------- \| ------------------------- \| \| 30. Dezember 2017 – 2. Januar 2018 1 Woche (insgesamt 1) \| 1 \| Quality Control \| Control the Streets, Volume 1[16] \| – \| \| 3. Januar 2018 – 5. Januar 2018 1 Woche (insgesamt 1) \| 1 \| Eminem \| Revival[17] \| – \| \| 6. Januar 2018 – 12. Januar 2018 1 Woche (insgesamt 1) \| 1 \| Huncho Jack \| Huncho Jack, Jack Huncho[18] \| – \| \| 13. Januar 2018 – 26. Januar 2018 2 Wochen (insgesamt 2) \| 2 \| G-Eazy \| The Beautiful and Damned[19] \| – \| \| 27. Februar 2018 – 9. Februar 2018 49 Wochen (insgesamt 6) \| 6 \| Post Malone \| Stoney[20] \| – \| \| 10. Februar 2018 – 23. Februar 2018 2 Wochen (insgesamt 2) \| 2 \| Migos \| Culture II[21] \| – \| \| 24. Februar 2018 – 23. März 2018 4 Wochen (insgesamt 4) \| 4 \| Original Motion Picture Soundtrack \| Black Panther: The Album[22] \| – \| \| 24. März 2018 – 30. März 2018 1 Woche (insgesamt 1) \| 1 \| Logic \| Bobby Tarantino II[23] \| – \| \| 31. März 2018 – 20. April 2018 3 Wochen (insgesamt 3) \| 3 \| XXXTentacion \| ?[24] \| – \| \| 21. April 2018 – 4. Mai 2018 2 Wochen (insgesamt 2) \| 2 \| Cardi B \| Invasion of Privacy[25] \| – \| \| 5. Mai 2018 – 11. Mai 2018 1 Woche (insgesamt 1) \| 1 \| J. Cole \| KOD[26] \| – \| \| 12. Mai 2018 – 15. Juni 2018 5 Wochen (insgesamt 5) \| 5 \| Post Malone \| Beerbongs & Bentleys[27] \| – \| \| 16. Juni 2018 – 22. Juni 2018 1 Woche (insgesamt 1) \| 1 \| Kanye West \| Ye[28] \| – \| \| 23. Juni 2018 – 29. Juni 2018 1 Woche (insgesamt 1) \| 1 \| Kids See Ghosts \| Kids See Ghosts[29] \| – \| \| 30. Juni 2018 – 6. Juli 2018 1 Woche (insgesamt 1) \| 1 \| The Carters \| Everything Is Love[30] \| – \| \| 7. Juli 2018 – 13. Juli 2018 1 Woche (insgesamt 4) \| 4 \| XXXTentacion \| ? \| – \| \| 14. Juli 2018 – 17. August 2018 5 Wochen (insgesamt 5) \| 5 \| Drake \| Scorpion[31] \| – \| \| 18. August 2018 – 14. September 2018 4 Wochen (insgesamt 6) \| 6 \| Travis Scott \| Astroworld[32] \| – \| \| 15. September 2018 – 5. Oktober 2018 3 Wochen (insgesamt 3) \| 3 \| Eminem \| Kamikaze[33] \| – \| \| 6. Oktober 2018 – 12. Oktober 2018 1 Woche (insgesamt 1) \| 1 \| Brockhampton \| Iridescence[34] \| – \| \| 13. Oktober 2018 – 26. Oktober 2018 2 Wochen (insgesamt 2) \| 2 \| Lil Wayne \| Tha Carter V[35] \| – \| \| 27. Oktober 2018 – 2. November 2018 1 Woche (insgesamt 1) \| 1 \| Quavo \| Quavo Huncho[36] \| – \| \| 3. November 2018 – 9. November 2018 1 Woche (insgesamt 1) \| 1 \| Future & Juice Wrld \| Wrld on Drugs[37] \| – \| \| 10. November 2018 – 16. November 2018 1 Woche (insgesamt 1) \| 1 \| Tory Lanez \| Love Me Now?[38] \| – \| \| 17. November 2018 – 23. November 2018 1 Woche (insgesamt 1) \| 1 \| Metro Boomin \| Not All Heroes Wear Capes[39] \| – \| \| 24. November 2018 – 30. November 2018 1 Woche (insgesamt 1) \| 1 \| Trippie Redd \| A Love Letter to You 3[40] \| – \| \| 1. Dezember 2018 – 14. Dezember 2018 2 Wochen (insgesamt 6) \| 6 \| Travis Scott \| Astroworld \| – \| \| 15. Dezember 2018 – 21. Dezember 2018 1 Woche (insgesamt 1) \| 1 \| Meek Mill \| Championships[41] \| – \| \| 22. Dezember 2018 – 28. Dezember 2018 1 Woche (insgesamt 1) \| 1 \| XXXTentacion \| Skins[42] \| – \| |                                            |                                            |                                            |                           |
| ← 2017 |                                            |                                            |                                            | → 2019 →                  |
| Zeitraum | Wo. ges.                                   | Interpret                                  | Titel                                      | Zusätzliche Informationen |
| (Zeitraum, Wochen auf Platz eins, Interpret, Titel, zusätzliche Informationen) |                                            |                                            |                                            |                           |
| 30. Dezember 2017 – 2. Januar 2018 1 Woche (insgesamt 1) | 1                                          | Quality Control                            | Control the Streets, Volume 1              | –                         |
| 3. Januar 2018 – 5. Januar 2018 1 Woche (insgesamt 1) | 1                                          | Eminem                                     | Revival                                    | –                         |
| 6. Januar 2018 – 12. Januar 2018 1 Woche (insgesamt 1) | 1                                          | Huncho Jack                                | Huncho Jack, Jack Huncho                   | –                         |
| 13. Januar 2018 – 26. Januar 2018 2 Wochen (insgesamt 2) | 2                                          | G-Eazy                                     | The Beautiful and Damned                   | –                         |
| 27. Februar 2018 – 9. Februar 2018 49 Wochen (insgesamt 6) | 6                                          | Post Malone                                | Stoney                                     | –                         |
| 10. Februar 2018 – 23. Februar 2018 2 Wochen (insgesamt 2) | 2                                          | Migos                                      | Culture II                                 | –                         |
| 24. Februar 2018 – 23. März 2018 4 Wochen (insgesamt 4) | 4                                          | Original Motion Picture Soundtrack         | Black Panther: The Album                   | –                         |
| 24. März 2018 – 30. März 2018 1 Woche (insgesamt 1) | 1                                          | Logic                                      | Bobby Tarantino II                         | –                         |
| 31. März 2018 – 20. April 2018 3 Wochen (insgesamt 3) | 3                                          | XXXTentacion                               | ?                                          | –                         |
| 21. April 2018 – 4. Mai 2018 2 Wochen (insgesamt 2) | 2                                          | Cardi B                                    | Invasion of Privacy                        | –                         |
| 5. Mai 2018 – 11. Mai 2018 1 Woche (insgesamt 1) | 1                                          | J. Cole                                    | KOD                                        | –                         |
| 12. Mai 2018 – 15. Juni 2018 5 Wochen (insgesamt 5) | 5                                          | Post Malone                                | Beerbongs & Bentleys                       | –                         |
| 16. Juni 2018 – 22. Juni 2018 1 Woche (insgesamt 1) | 1                                          | Kanye West                                 | Ye                                         | –                         |
| 23. Juni 2018 – 29. Juni 2018 1 Woche (insgesamt 1) | 1                                          | Kids See Ghosts                            | Kids See Ghosts                            | –                         |
| 30. Juni 2018 – 6. Juli 2018 1 Woche (insgesamt 1) | 1                                          | The Carters                                | Everything Is Love                         | –                         |
| 7. Juli 2018 – 13. Juli 2018 1 Woche (insgesamt 4) | 4                                          | XXXTentacion                               | ?                                          | –                         |
| 14. Juli 2018 – 17. August 2018 5 Wochen (insgesamt 5) | 5                                          | Drake                                      | Scorpion                                   | –                         |
| 18. August 2018 – 14. September 2018 4 Wochen (insgesamt 6) | 6                                          | Travis Scott                               | Astroworld                                 | –                         |
| 15. September 2018 – 5. Oktober 2018 3 Wochen (insgesamt 3) | 3                                          | Eminem                                     | Kamikaze                                   | –                         |
| 6. Oktober 2018 – 12. Oktober 2018 1 Woche (insgesamt 1) | 1                                          | Brockhampton                               | Iridescence                                | –                         |
| 13. Oktober 2018 – 26. Oktober 2018 2 Wochen (insgesamt 2) | 2                                          | Lil Wayne                                  | Tha Carter V                               | –                         |
| 27. Oktober 2018 – 2. November 2018 1 Woche (insgesamt 1) | 1                                          | Quavo                                      | Quavo Huncho                               | –                         |
| 3. November 2018 – 9. November 2018 1 Woche (insgesamt 1) | 1                                          | Future & Juice Wrld                        | Wrld on Drugs                              | –                         |
| 10. November 2018 – 16. November 2018 1 Woche (insgesamt 1) | 1                                          | Tory Lanez                                 | Love Me Now?                               | –                         |
| 17. November 2018 – 23. November 2018 1 Woche (insgesamt 1) | 1                                          | Metro Boomin                               | Not All Heroes Wear Capes                  | –                         |
| 24. November 2018 – 30. November 2018 1 Woche (insgesamt 1) | 1                                          | Trippie Redd                               | A Love Letter to You 3                     | –                         |
| 1. Dezember 2018 – 14. Dezember 2018 2 Wochen (insgesamt 6) | 6                                          | Travis Scott                               | Astroworld                                 | –                         |
| 15. Dezember 2018 – 21. Dezember 2018 1 Woche (insgesamt 1) | 1                                          | Meek Mill                                  | Championships                              | –                         |
| 22. Dezember 2018 – 28. Dezember 2018 1 Woche (insgesamt 1) | 1                                          | XXXTentacion                               | Skins                                      | –                         |